# Toaca

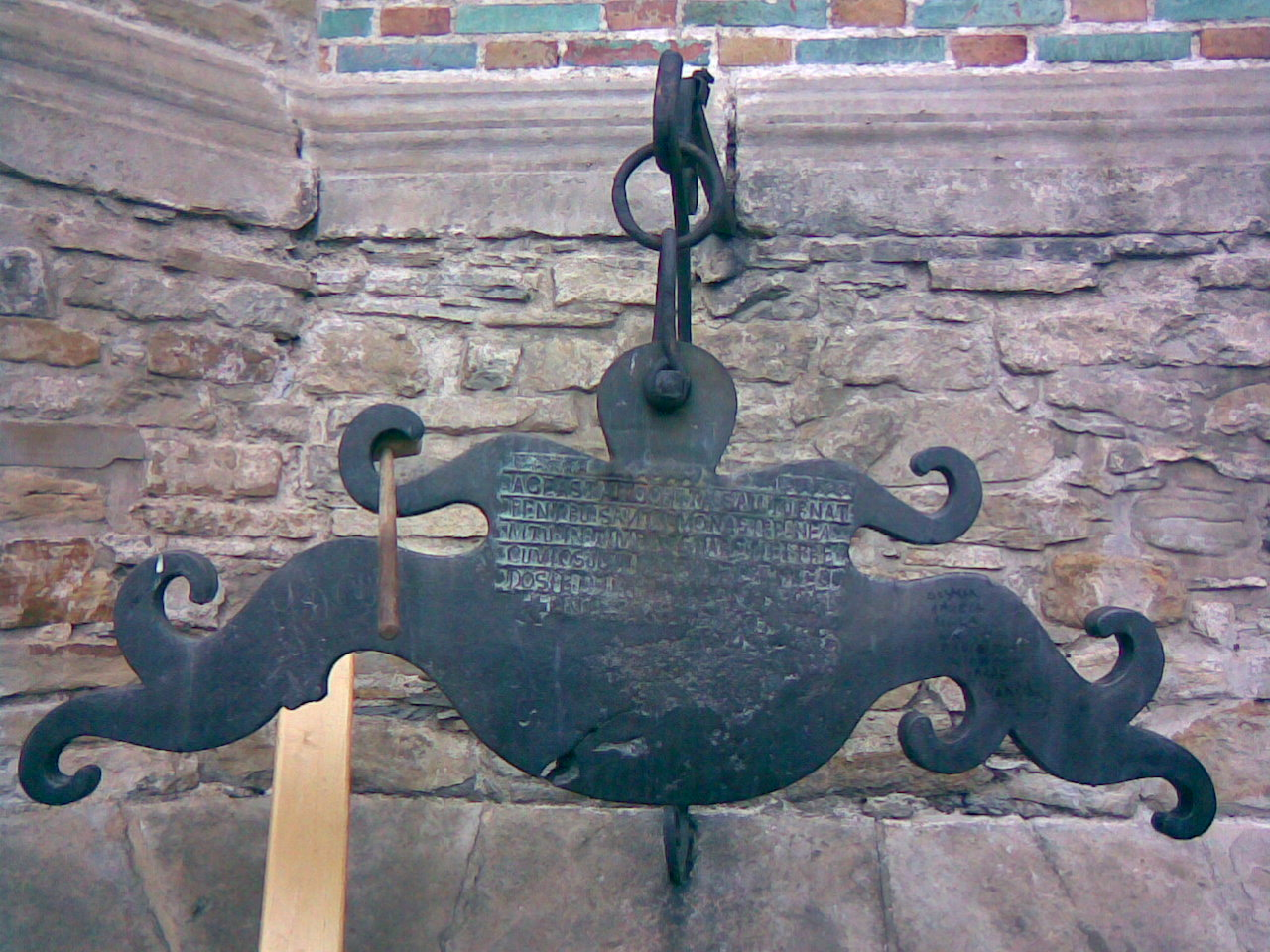
Toaca metálica

La  toaca, semantron, bilo o klepalo es un instrumento de percusión idiófono que consiste en una viga larga y plana, que es tocada con unos mazos, o también en una lámina metálica. Este artefacto es usado en monasterios cristianos del este para convocar a los monjes a orar o en el inicio de una procesión.
De origen levantino y egipcio, su uso floreció en zonas de Grecia, Armenia, Bulgaria, Rumania, Moldavia, Serbia, Montenegro, Bosnia y Herzegovina y Macedonia. 